# 대한민국-볼리비아 관계
대한민국과 볼리비아 양국은 1965년에 외교 관계를 수립하였으며, 볼리비아는 남한과 단독 수교한 몇 안되는 남아메리카의 국가이다. 2010년에는 에보 모랄레스 대통령이 한국을 방문하였다. 양국은 우호적 관계를 유지하고 있다. 볼리비아는 대한민국 정부가 지정한 중점협력국 국가협력전략에 해당하는 국가이며, 한국국제협력단의 공적자금을 수여받고 있다.

## 같이 보기
- 주볼리비아 대한민국 대사관
- 주한 볼리비아 대사관